# Стивън Хоули
Стивън Алън Хоули (на английски: Steven Alan Hawley) е американски учен и астронавт, ветеран на НАСА, участник в 5 космически полета.

## Образование
Завършва средното училище Salina High School Central в Салина, Канзас през 1969 г. Завършва със златен медал, като първенец на випуска, и получава бакалавърска степен по физика и астрономия от Университета на Канзас през 1973 г. През 1977 г. защитава докторат по астрономия и астрофизика в Калифорнийския университет в Санта Круз, Калифорния.

## Работа преди НАСА
Започва работа в Морската обсерватория на САЩ във Вашингтон през 1972 г. От 1973 до 1974 г. е на работа в Националната обсерватория по радиоастрономия Грийн Банк, Западна Вирджиния.

## Служба в НАСА
Избран е за астронавт от НАСА през юни 1978 година, Астронавтска група № 8.

### Полети
Ст. А. Хоули лети в космоса като член на екипажа на 5 мисии:
| Космически полети на Стивън Алън Хоули                 | Космически полети на Стивън Алън Хоули | Космически полети на Стивън Алън Хоули | Космически полети на Стивън Алън Хоули | Космически полети на Стивън Алън Хоули | Космически полети на Стивън Алън Хоули | Космически полети на Стивън Алън Хоули |
| №                                                      | Дата                                   | КК                                     | Емблема на мисията                     | Функции                                | Продължителност                        |                                        |
| ------------------------------------------------------ | -------------------------------------- | -------------------------------------- | -------------------------------------- | -------------------------------------- | -------------------------------------- | -------------------------------------- |
| 1                                                      | 30 август 1984                         | „Дискавъри“, мисия STS-41D             |                                        | Специалист на мисията                  | 6 денонощия 00 часа 56 мин. 04 сек.    |                                        |
| 2                                                      | 12 януари 1986                         | „Колумбия“, мисия STS-61C              |                                        | Специалист на мисията                  | 6 денонощия 02 часа 03 мин. 51 сек.    |                                        |
| 3                                                      | 24 април 1990                          | „Дискавъри“, мисия STS-31              |                                        | Специалист на мисията                  | 5 денонощия 01 час 16 мин. 06 сек.     |                                        |
| 4                                                      | 11 февруари 1997                       | „Дискавъри“, мисия STS-82              |                                        | Специалист на мисията                  | 9 денонощия 23 часа 38 мин. 09 сек.    |                                        |
| 5                                                      | 23 юли 1999                            | „Колумбия“, мисия STS-93               |                                        | Специалист на мисията                  | 4 денонощия 22 часа 50 мин. 18 сек.    |                                        |
| Сумарно време в космоса – 32 денонощия 02 часа 42 мин. |                                        |                                        |                                        |                                        |                                        |                                        |

### Наука
От 2002 до 2008 г. Стивън Хоули е директор на Научния институт в Космическия център „Линдън Джонсън“, Хюстън, Тексас. Напуска НАСА през май 2008 г.

## Работа след НАСА
След пенсионирането си в НАСА Хоули става професор по физика и астрономия в Университета на Канзас.

## Награди
Стивън А. Хоули е носител на повече от 50 научни и държавни награди. НАСА го награждава многократно с най-високите си отличия. Сред тях са:
- Медал на НАСА за участие в космически полет (5);
- Медал на НАСА за изключителни постижения;
- Медал на НАСА за заслуги (2).

Включен е в зала на славата през 2007 г.